# Eberhard Friedrich Clemens Godt
Eberhard Friedrich Clemens Godt (Lübeck, 1900. augusztus 15. – Lübeck, 1995. szeptember 13.) német tengeralattjáró-kapitány, majd Karl Dönitz jobbkeze volt a második világháborúban.

## Pályafutása
Eberhard Friedrich Clemens Godt az első világháború utolsó évében, 1918. július 1-jén tengerész kadétként csatlakozott a császári flottához. Novemberben kilépett, majd 1920 márciusában ismét csatlakozott a haditengerészethez. 1923. október 1-jén hadapród őrmesternek, 1926. január 1-jén pedig fregatthadnagynak nevezték ki. Első tiszti éveiben a G–10 és a T–155 torpedónaszádon szolgált.
1934. szeptemberben áthelyezték az Emden könnyűcirkálóra, Karl Dönitz parancsnoksága alá. 1935 októberében új szolgálati beosztást kapott a tengeralattjáró-flottillánál. Rövid kiképzés után kinevezték az U–23, majd az U–25 kapitányának. 1938 januárjától a tengeralattjáró-parancsnokságon kapott beosztást, a hadműveletekért felelős tisztként Dönitz jobb keze lett. 1943. március 1-jén ellentengernagynak léptették elő.

## Összegzés
| Hajója | Parancsnoki szolgálata                | Őrjáratok száma | Őrjáratok hossza (nap) | Eltalált hajók száma | Eltalált hajók vízkiszorítása (brt) |
| ------ | ------------------------------------- | --------------- | ---------------------- | -------------------- | ----------------------------------- |
| U–25   | 1936. április 6. – 1938. január 3.    | 0               | 0                      | 0                    | 0                                   |
| U–23   | 1936. szeptember 1. – 1938. január 3. | 0               | 0                      | 0                    | 0                                   |

## A háború után
1949 és 1952 között tagja volt annak a haditengerészeti történészcsapatnak, amely az amerikai haditengerészeti hírszerzés számára jelentést állított össze a Kriegsmarine második világháborús hadműveleteiről.